# Kwanza
|  | Pel que fa al riu d'Angola, vegeu Cuanza. |

|  | Pel que fa al a la festa secular, vegeu Kwanzaa. |

El kwanza és la moneda d'Angola. El codi ISO 4217 és AOA i s'acostuma a abreujar Kz. Es divideix en 100 cèntims (en portuguès cêntimos), fracció que avui dia pràcticament no s'utilitza.
La moneda agafa el nom del riu principal d'Angola, habitualment escrit Cuanza, en grafia portuguesa.

## Història
El kwanza (ISO 4217: AOK) es va introduir el 1977, en substitució de l'escut angolès, en termes paritaris. La unitat fraccionària que es va adoptar va ser el lwei, que era la centèsima part del kwanza.
El 1990 es va substituir pel nou kwanza (novo kwanza, ISO 4217: AON), que tenia el mateix valor que el predecessor kwanza, però ja no utilitzava la moneda fraccionària.
A causa de la devaluació de la moneda, el 1995, es va substituir pel kwanza reajustat (kwanza reajustado, ISO 4217: AOR), a raó de 1.000 nous kwanzes per cada kwanza reajustat.
A partir del 1995, s'accentua vertiginosament la devaluació de la moneda, fins que el 1999 es torna a reintroduir el kwanza (ISO 4217: AOA). Aleshores, cada kwanza dels actuals es canvia a un milió dels antics kwanzes reajustats. En aquest moment s'opta per dividir un kwanza en 100 cèntims i es tornen a emetre monedes.

## Bitllets i monedes
Emès pel Banc Nacional d'Angola (Banco Nacional de Angola), en circulen bitllets d'1, 5, 10, 50, 100, 200, 500, 1.000 i 2.000 kwanzes i monedes de 10 i 50 cèntims –avui dia pràcticament en desús a causa del seu escàs valor– i d'1, 2 i 5 kwanzes.

## Taxes de canvi
- 1 EUR = 101,235 AOA (3 de maig del 2006)
- 1 USD = 80,1700 AOA (3 de maig del 2006)